# Protestantse academie

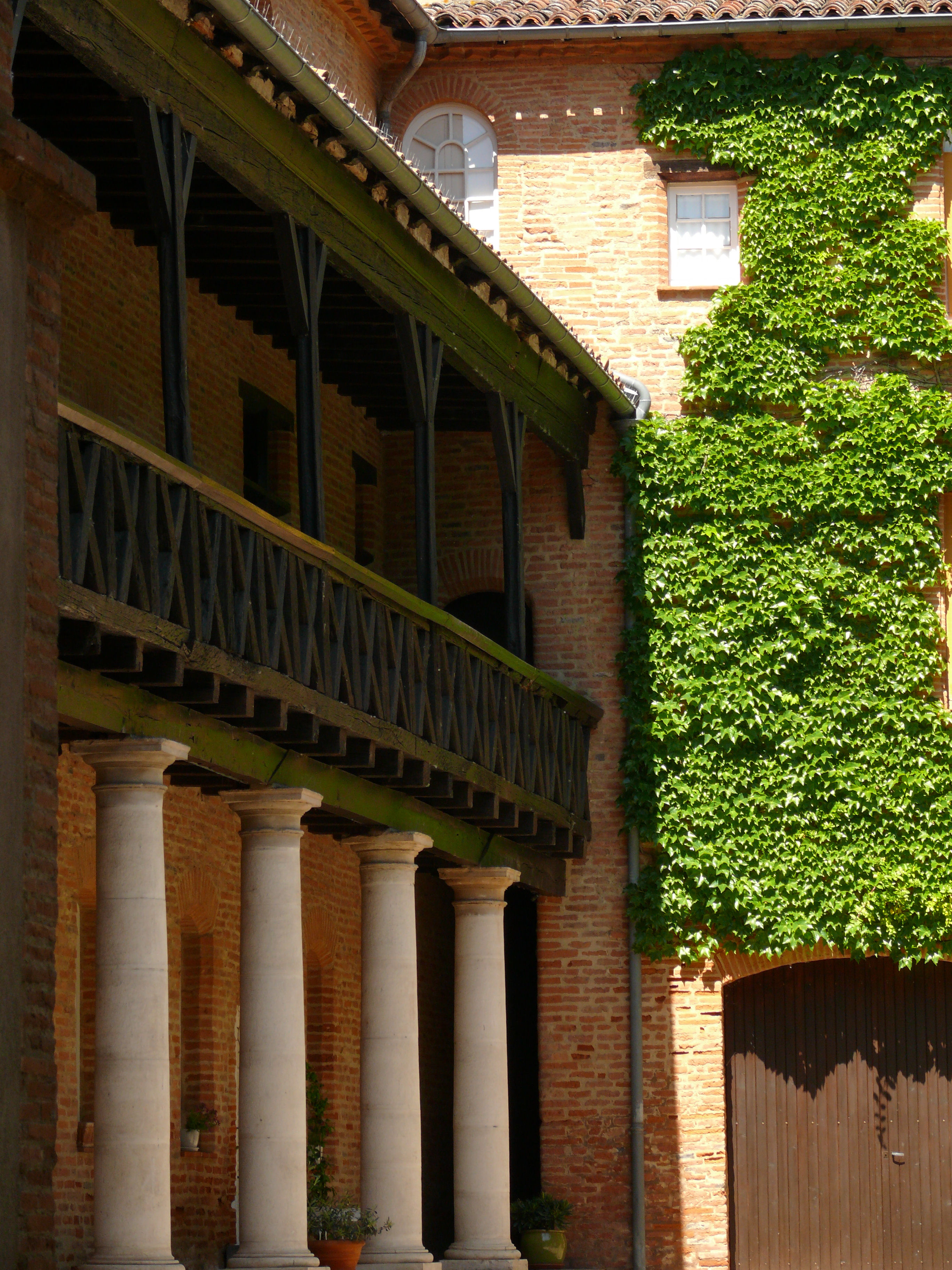
Binnenzijde van het Collège de Navarre, Montauban

De Protestantse academie was een universiteit in de Franse stad Montauban en later in Puylaurens, die bestaan heeft tussen 1579 en 1659. De academie verzorgde naast theologische opleidingen voor predikanten ook universitaire opleidingen.
In 1579 werd Michel Bérauld (1537-1611) benoemd tot predikant in Montauban. In die tijd was Montauban een calvinistisch bolwerk en hij begon er lessen theologie te verzorgen in zijn eigen woonhuis, het Hôtel Bérauld (rue Armand-Cambon 9). Op de synodes van Nîmes (1572) en Saumur (1596) werden plannen gesmeed om in Frankrijk naar het voorbeeld van de Academie van Genève een volwaardige protestantse universiteit uit te bouwen. Dit werd mogelijk na het Edict van Nantes (1598) dat de protestanten een zekere vrijheid toekende. Montauban was een van 51 Franse steden waar protestanten in vrijheid hun geloof konden belijden (places de sûreté). Het college van Bérauld kreeg de steun van koning Hendrik III van Frankrijk en Hendrik van Navarra en dit liet toe in de laatste jaren van de 16e eeuw een eigen universiteitsgebouw op te trekken, het Collège de Navarre (rue Armand-Cambon 12). De professoren werden ook door de staat betaald.
De academie verzorgde naast theologische opleidingen voor predikanten ook opleidingen in de artes liberales. Zo werd er wiskunde, rechten, Grieks, Hebreeuws, logica, welsprekendheid, grammatica en fysica onderwezen met het oog op een titel van magister artium. Door zijn goede faam trok het studenten uit heel Europa aan. Lesgevers waren onder anderen de gereputeerde predikanten Michel Bérauld, Pierre Bérauld, Daniel Chamier, John Cameron en Antoine Garissoles. Verder gaven ook geleerden als Robert Constantin (Grieks), Guillaume Duncan (filosofie) en Hector Joly (Hebreeuws) er les. Pierre Bayle studeerde aan de academie, toen die al in Puylaurens was gevestigd.
In 1629 kwam Montauban in handen van de katholieke koning Lodewijk XIII en de situatie voor de protestanten verslechterde. Vanaf 1632 werd de academie gedwongen ook katholieke studenten op te nemen. Er ontstond een tweedeling waarbij de instelling langzaamaan in handen kwam van de jezuïeten. In juli 1659 kwam het tot een confrontatie toen protestantse studenten hun ongenoegen uitten over de theatrale leswijze van de jezuïeten. In december van dat jaar verhuisde de protestantse academie naar Puylaurens. De jezuïeten bleven les geven in het Collège de Navarre tot 1676, toen zij verhuisden naar een eigen college in hun bezit.
De protestantse academie bleef bestaan in Puylaurens tot 1685. Na de intrekking van het Edict van Nantes moest zij definitief haar deuren sluiten.